# أندريه جراباركزيك (ممثل)
أندريه جراباركزيك (بالبولندية: Andrzej Grabarczyk) هو ممثل بولندي، ولد في 31 مايو 1953 في Włodawa ‏ في بولندا.

## أعمال

### مسلسلات
- العشيرة

## وصلات خارجية
- أندريه جراباركزيك على موقع IMDb (الإنجليزية)
- أندريه جراباركزيك على موقع قاعدة بيانات الفيلم (الإنجليزية)